# كريستيان جالفيز
كريستيان جالفيز (بالإسبانية: Christian Gálvez Núñez)‏ هو لاعب كرة قدم تشيلي، ولد في 9 ديسمبر 1979 في ماتشالي في تشيلي. لعب مع ديبورتيس ماجالانز وسانتياغو واندررز وكولو-كولو ونادي أونيفرسيداد كاتوليكا ونادي أوهيجينس ونادي بالستينو.